# Decatur, Georgia
Decatur är en stad i den amerikanska delstaten Georgia med en yta av 10,8 km² och en folkmängd, som uppgår till 18 147 invånare (2000). Decatur är administrativ huvudort i DeKalb County.

## Kända personer från Decatur
- Rebecca Latimer Felton, första kvinna i USA:s senat
- Dwight Phillips, friidrottare, olympisk guldmedaljör
- Michael Stipe, sångare i REM
- Gwen Torrence, friidrottare, olympisk guldmedaljör